# Sosoye
Sosoye (en wallon Sôzoye) est une section de la commune belge d'Anhée située en Région wallonne dans la province de Namur.
C'était une commune à part entière avant la fusion des communes de 1977.
Sosoye fait partie de l'association qui regroupe les plus beaux villages de Wallonie.

## Étymologie
Le nom de Sosoye trouve son origine dans le mot latin saliceta signifiant « les saulaies ».

## Géographie
Le village est situé en Condroz. Il est arrosé par la Molignée, un affluent de la Meuse. Le ruisseau de Biert rejoint la Molignée dans le village de Sosoye. Ce ruisseau est canalisé et passe sous la rue principale du village.

## Évolution démographique
- Source: DGS, 1831 à 1970=recensements population, 1976= habitants au 31 décembre

### Population
| date     | total | femmes | hommes |
| -------- | ----- | ------ | ------ |
| 1/1/2007 | 151   | 79     | 72     |
| 1/1/2006 | 151   | 81     | 70     |
| 1/1/2005 | 137   | 75     | 62     |
| 1/1/2004 | 139   | 70     | 69     |
| 1/1/2003 | 137   | 68     | 69     |

En 1832, il est fait mention de 415 habitants.
En 1830 on dénombre 406 habitants répartis dans 72 maisons et deux fermes.

## Histoire
Sosoye était à l'origine une possession de l'abbaye Saint-Gérard de Brogne. Elle acquit son indépendance en 1819. La localité est passée de l'arrondissement de Namur à celui de Dinant en 1977 lorsque la commune de Sosoye a fusionné avec celle d'Anhée.
Le village fut coupé en deux par le chemin de fer qui fut créé à la fin du XIXe siècle,. Cette ligne reliant Dinant à Tamines est maintenant désaffectée et a laissé la place à l'itinéraire 105a du RAVEL reliant Anhée à Aisemont.
Durant l'année 2004, Sosoye a fait l'objet de travaux dans le cadre du projet "Cœur de Village". Cette opération a permis une remise en valeur du village tout en remplaçant l'éclairage public et en enterrant les câbles électriques.

Le 24 juillet 2021 le village a été traversé par un orage déversant environ 50 l d'eau par mètre carré. Le Rau de Biert, dont le passage sous la route de Falaën avait déjà souffert le 15 juillet 2021 lors des fortes précipitations ayant touché la Belgique et l'Allemagne, est sorti de son lit. Plusieurs habitations ont été touchées et la route a subi de gros dégâts.

Route de Falaën à la suite des inondations du 24 juillet.
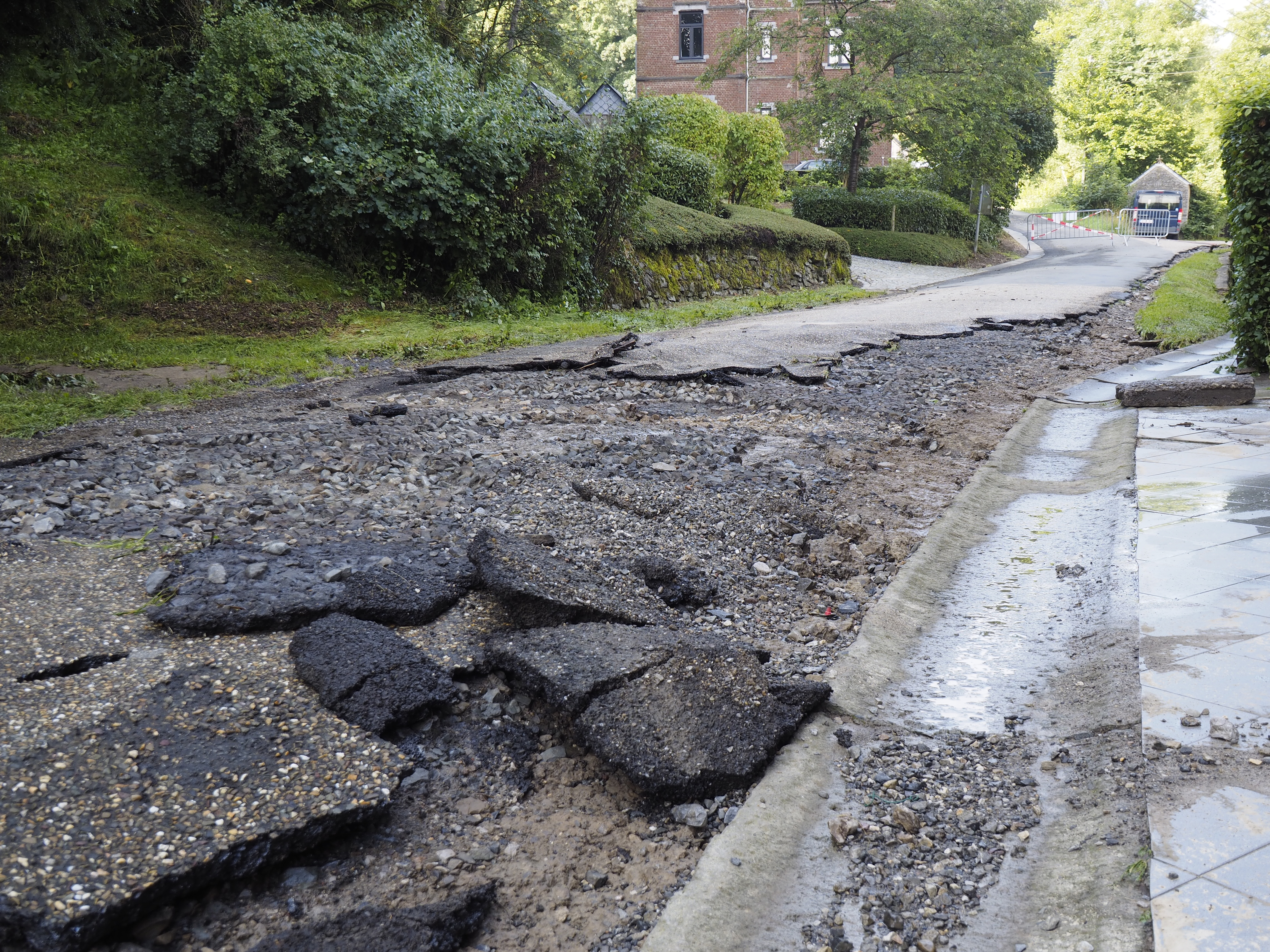
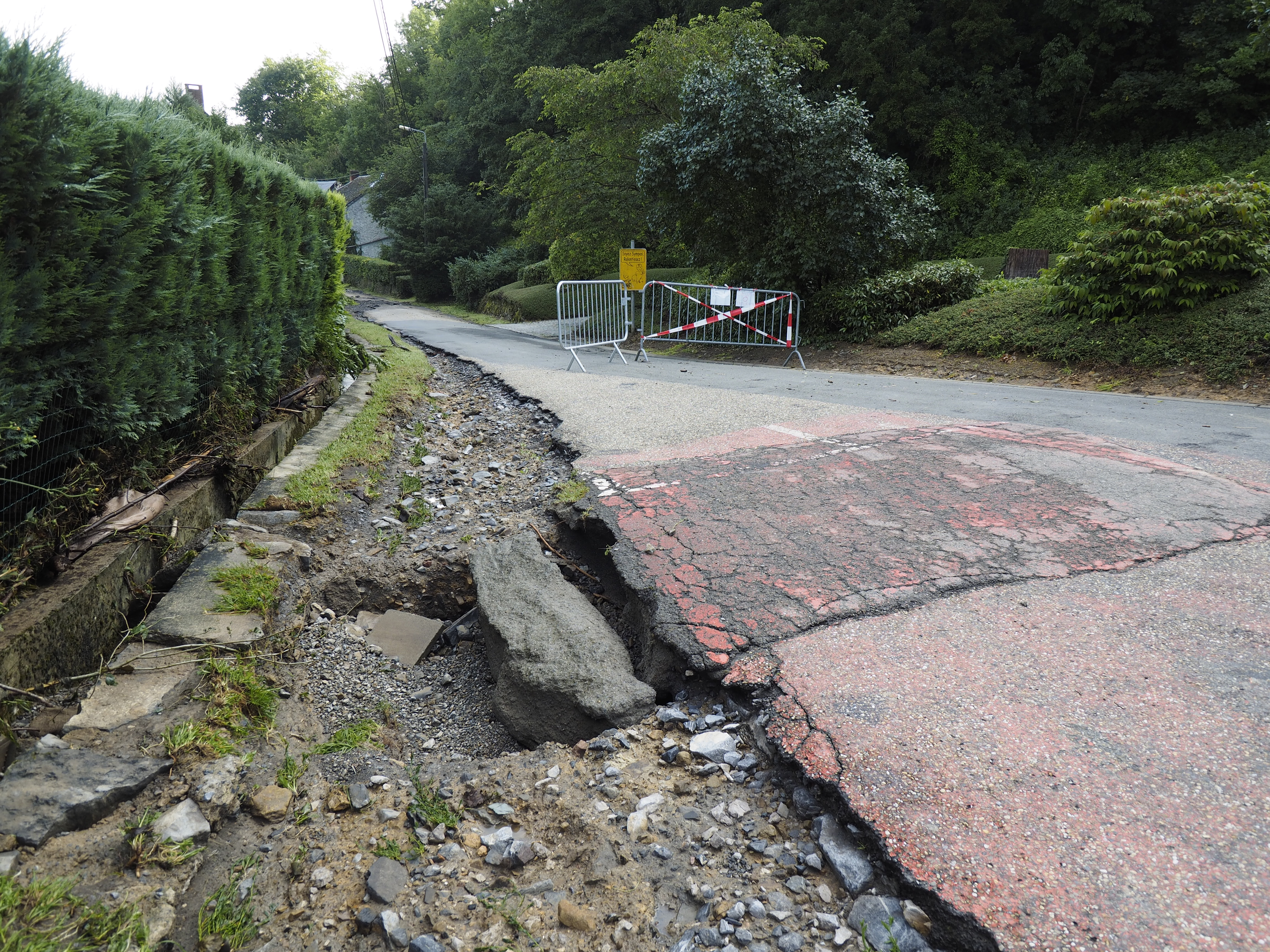
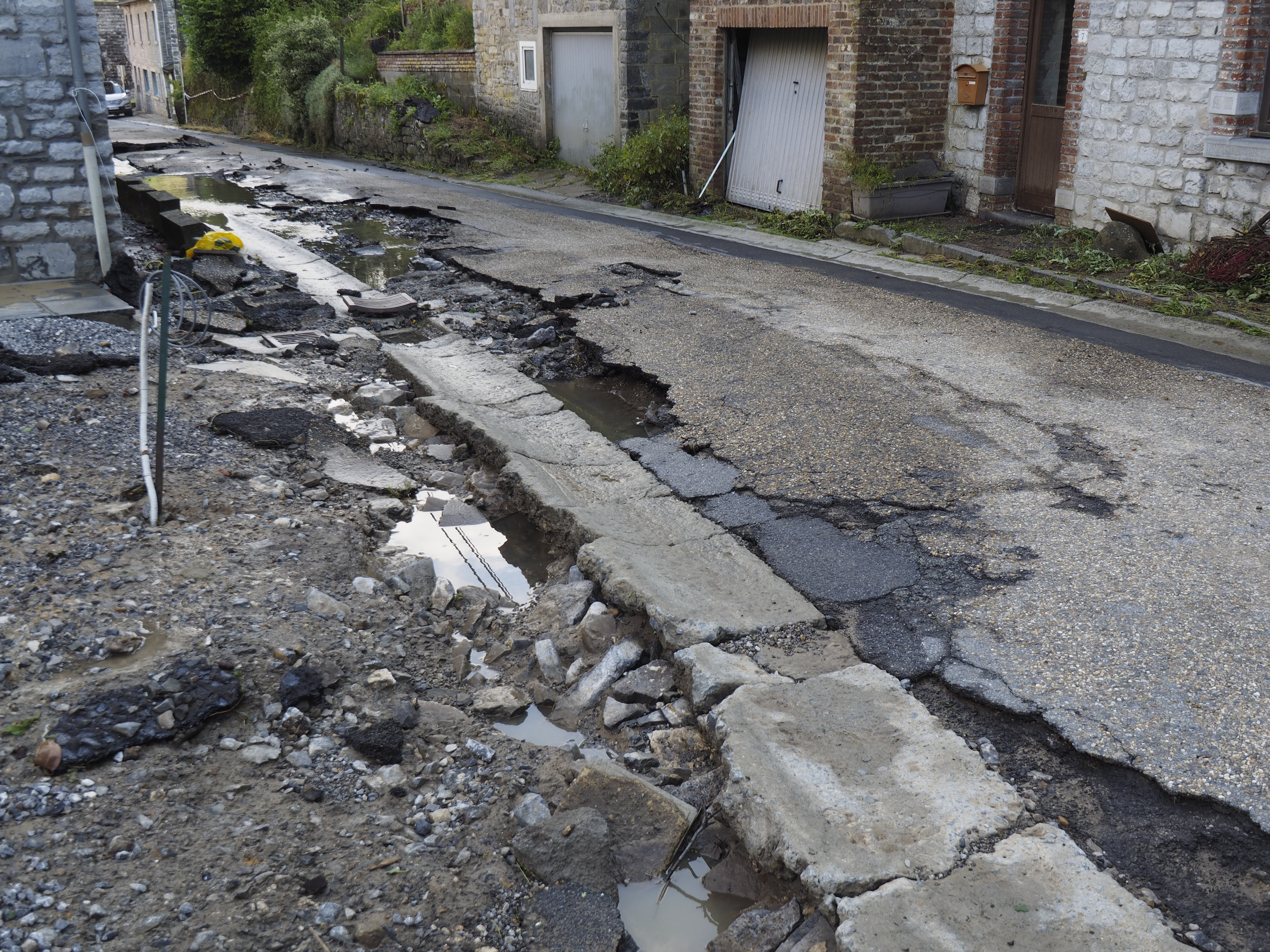

Des travaux urgents ont été entrepris pour déblayer le lit du ruisseau et rouvrir la route à la circulation.

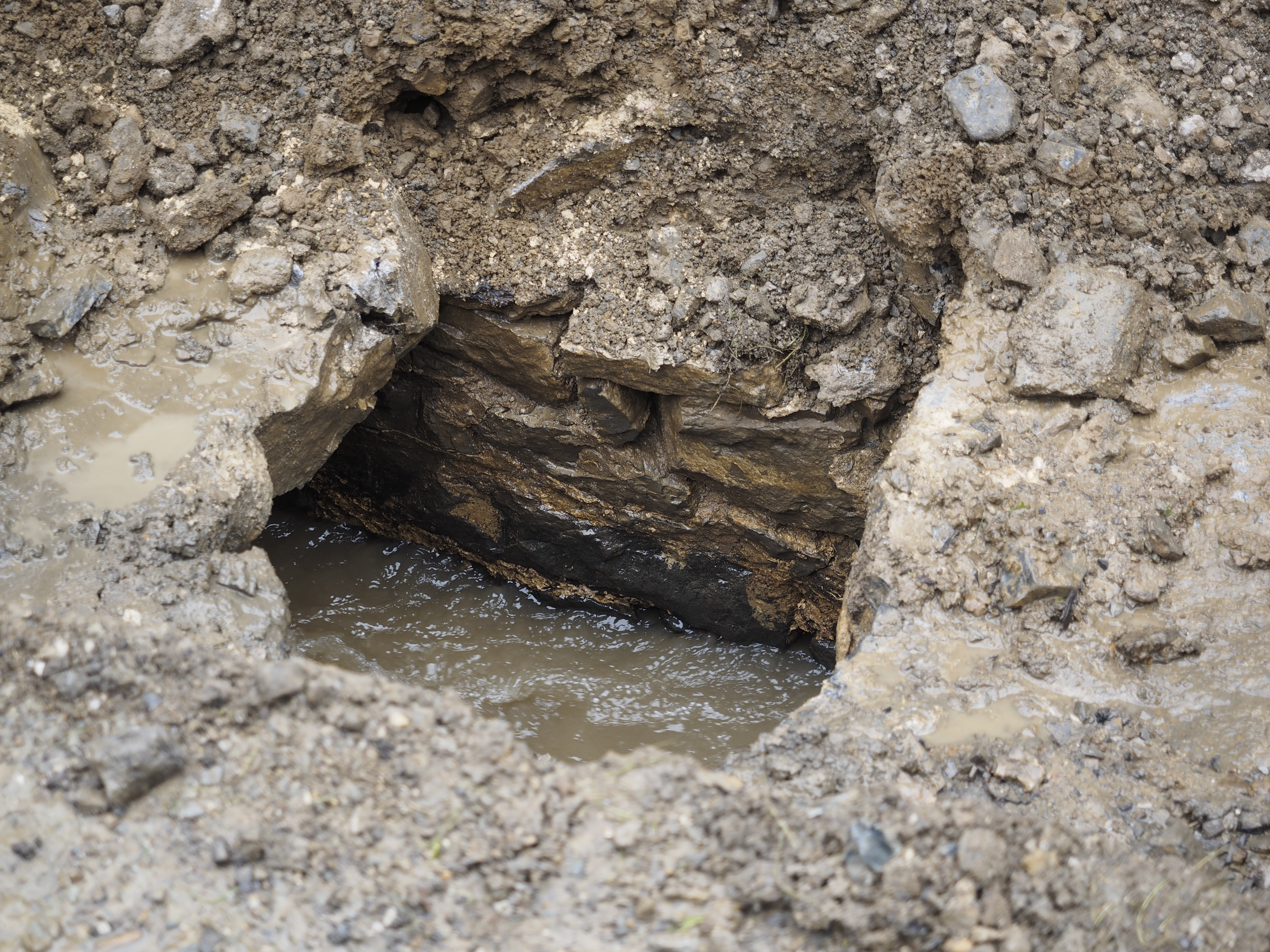
Ouverture dans la route pour nettoyer le lit du Rau de Biert.

## Patrimoine et culture

### Patrimoine architectural
Le village assez concentré autour de son église, possède un patrimoine bâti composé d'anciennes maisons construites en pierre calcaire donnant une belle homogénéité à la localité.
L’église Notre-Dame de la Nativité datant du XVIIIe siècle. Elle a été édifiée par l’abbaye Saint-Gérard en utilisant la pierre bleue. Elle est composée  d’une tour au sud, d’une nef de trois travées et d’un chœur plus étroit. La tour est composée de trois niveaux. De part et d'autre ont été réalisées des  annexes en quart de cercle. La clé du portail porte la date de 1764. La tour est coiffée d'un toit octogonal en ardoise. La clé de voute à l'intérieur de l'édifice est datée de 1754. Les pilastres la supportant sont d'inspiration toscane. Un maître-autel en provenance de Tongres est daté de la même année que celle de la pose de la clé de voûte. Des lambris et des statues sont datés également de la fin du XVIIIe siècle tout comme des pierres tombales. Un Christ est par contre lui antérieur à la réalisation de l'église (daté du XVIIe siècle). L’église a été classée comme monument en 1975.
Le presbytère est un imposant bâtiment en L du XVIIe siècle et du XVIIIe siècle en moellons de calcaire situé au no 1 de la rue du Marteau. Il présente deux niveaux sur des caves. Afin de positionner son entrée au niveau de l'église, un travail important sur ses fondations a dû être réalisé.
La grange aux dîmes caractérisée par son immense toit en tuiles rouges datant de 1646 fut réalisée par l'abbaye de Brogne afin de récolter la dîme. Son emplacement, éloigné des cultures aurait été choisi en raison de la présence d'un passage à gué permettant de relier l'abbaye aux terres cultivables.
L'ancienne brasserie Baudart sise au no 2 de la rue du Marteau.
L'ancienne école (Nos Vi Scole), une construction symétrique en pierre calcaire située au no 25 de la rue du Marteau. La façade est surmontée depuis 1973 par un fronton semi-circulaire orné d'une peinture naïve représentant les jeux des derniers élèves.
Située en milieu boisé au-dessus du village et de la rue du Chêne, la villa Haute Bise est une construction réalisée en 1905 d'après les plans du célèbre architecte bruxellois Victor Horta pour son ami le médailleur et sculpteur Fernand Dubois (1861-1939). Cette résidence de villégiature est construite dans le style Art nouveau (débordements de toiture, agencement des baies, loggia et terrasse). Le domaine boisé et la villa ne se visitent pas.
La chapelle Saint-Roch, située rue de Falaën, construite en 1860 en pierre calcaire.
La potale dédiée à Notre-Dame de Lorette, datée de 1741 et située le long de la rue du Marteau à la sortie du village en direction de Foy.

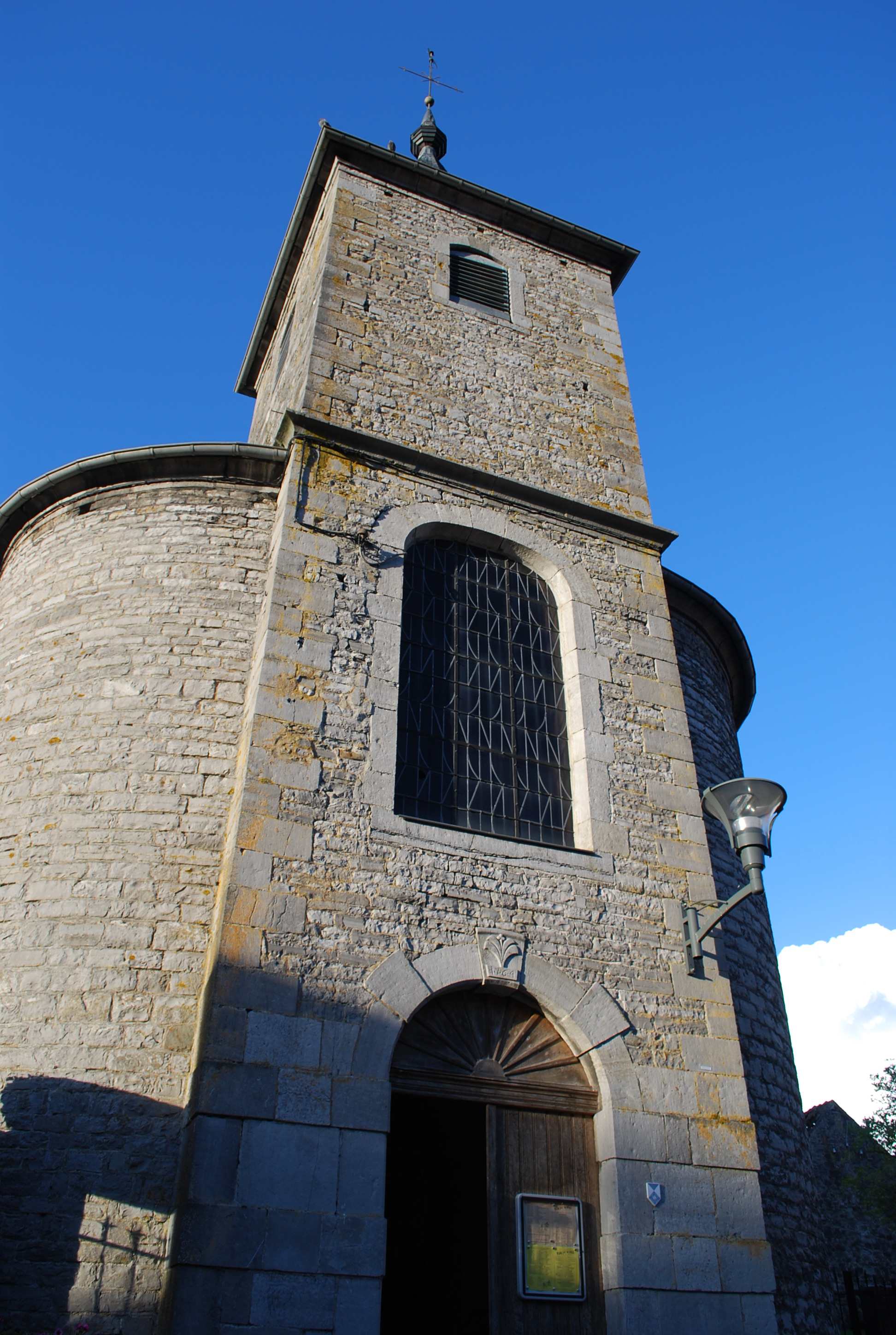
L’Église Notre-Dame de la Nativité.
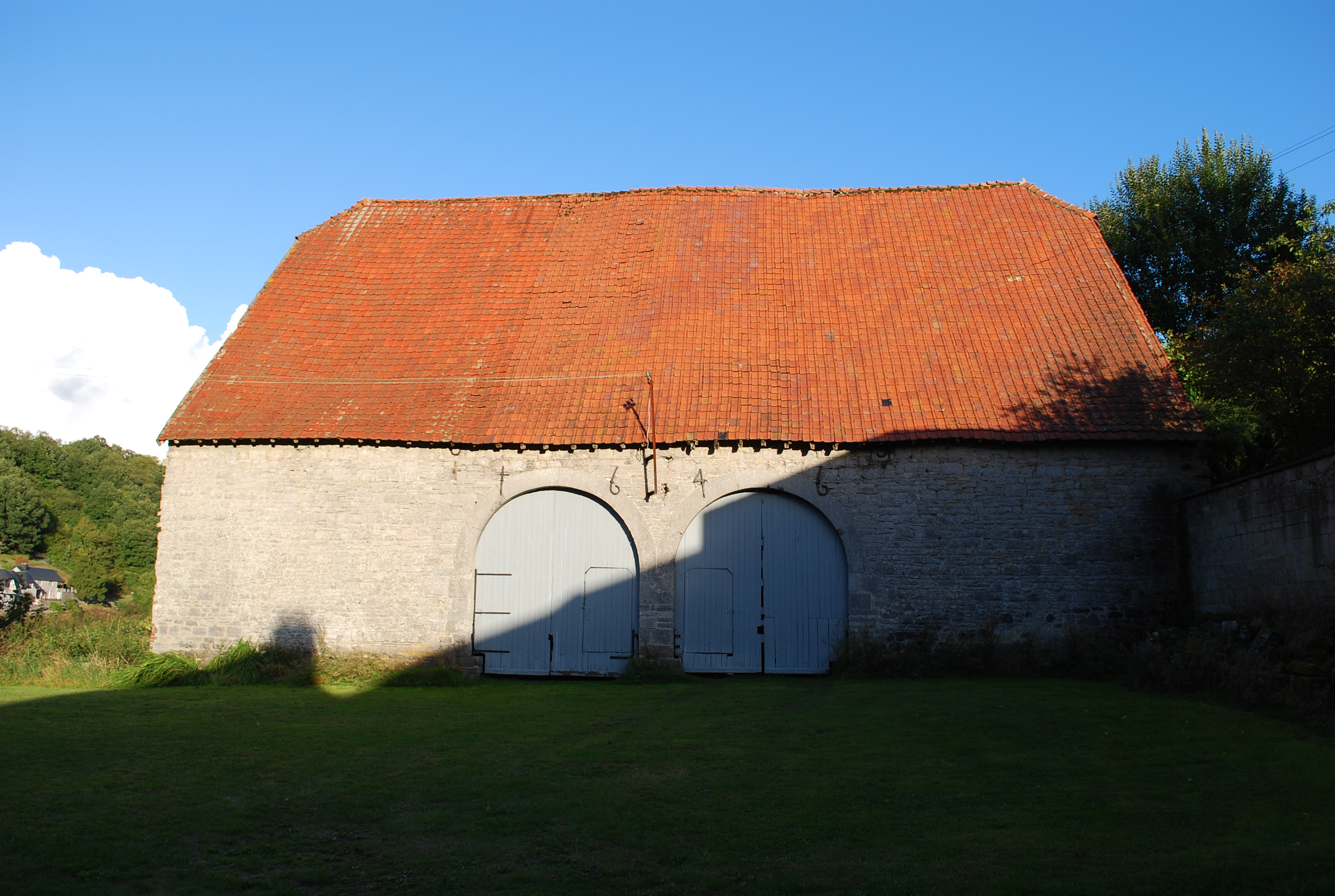
La grange aux dîmes.
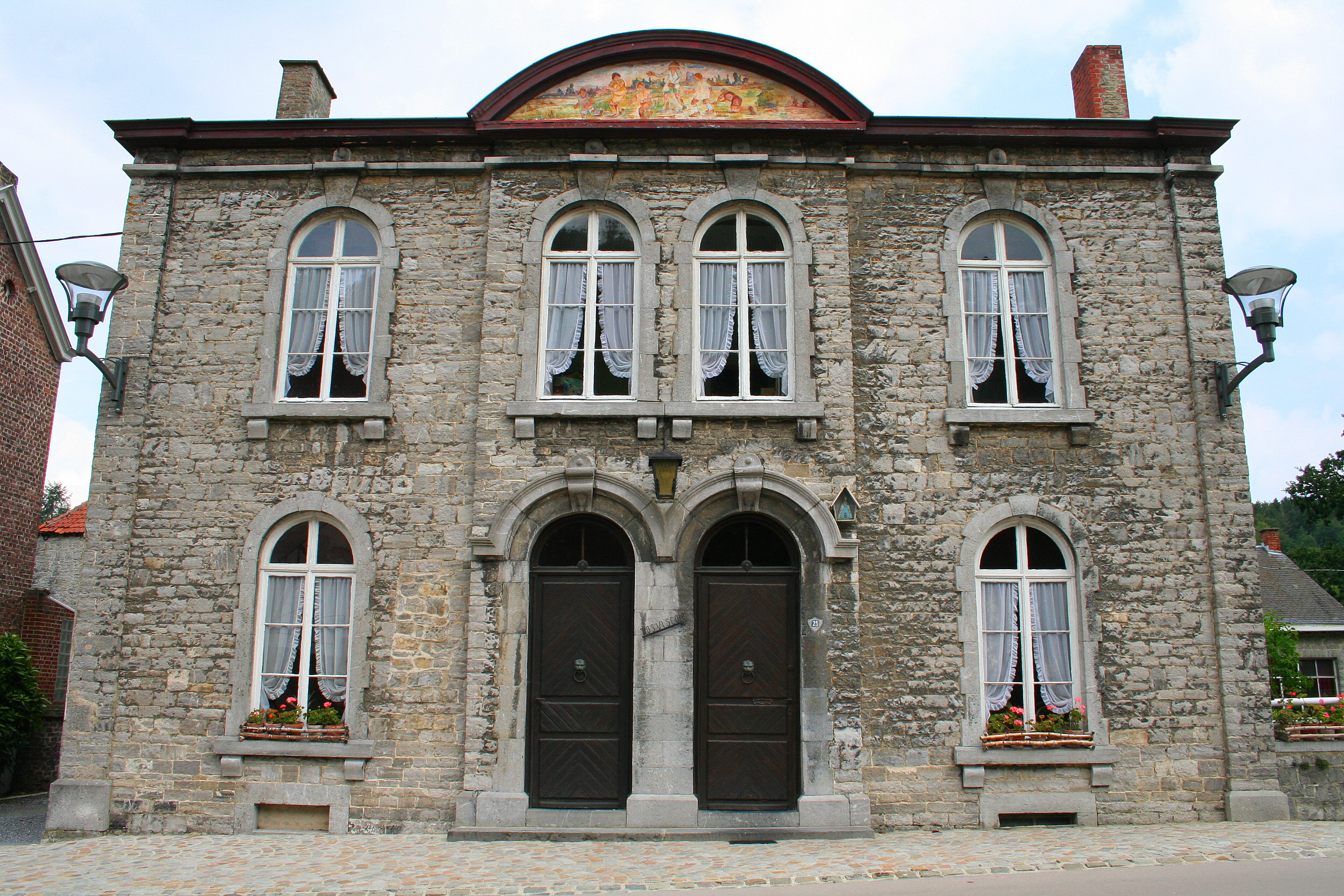
L'ancienne école.

## Économie
En 1830, les forges et la boissellerie occupent une grande partie de la population. Le village comptait également trois affineries, un moulin à farine, un moulin à battre le chanvre et un pressoir à huile. L'agriculture produit de l'épeautre, du seigle, de l'avoine, des pommes de terre et des légumes. On y dénombre également 45 chevaux, 10 poulains, 72 bêtes à corne, 54 veaux, 35 porcs et 280 moutons.
Avant 1940, Sosoye abritait une brasserie, un coiffeur, un menuisier, un petit magasin ainsi qu'une école primaire et une maison communale. Ceux qui n'étaient pas impliqués professionnellement dans le village travaillaient dans les carrières de pierre de la région, au chemin de fer ou encore dans les forges.
Actuellement, il ne subsiste qu'un restaurant. Par contre, de nombreux gîtes ruraux ont fait leur apparition.